# We Love You
We Love You (arbetsnamn: "Old King Cole") är en låt av rockgruppen The Rolling Stones. Låten lanserades i augusti 1967 på Decca Records. B-sidan var "Dandelion", men i USA blev den istället a-sida, och "We Love You" blev ingen stor singelhit där som i Europa. Låten är skriven mestadels av Mick Jagger, men Keith Richards står som vanligt även med som upphovsman. Det var gruppens sista singel som producerades av Andrew Loog Oldham.
Låten spelades in samtidigt som albumet Their Satanic Majesties Request. Den är tydligt färgad av det psykedeliska och orientaliska musikklimatet som rådde sommaren 1967 och innehåller prominent mellotron-spel av Brian Jones. Nicky Hopkins medverkar på piano. Paul McCartney och John Lennon medverkar som kör på låten, en sorts gentjänst för Jaggers medverkan på "All You Need Is Love". Textmässigt behandlar den Jaggers känslor över en arrestering efter en drogräd av polisen i England, samt ett tack till gruppens fans. Låten börjar med ljudet av bestämda steg och en skramlande nyckelknippa och en celldörr som hårt slås igen och därefter ett piano, följt av övriga instrument och strofen: "We don't care if you only love 'we' / We don't care..." Celldörren slås igen ytterligare en gång i mitten av låten. 
Det är en av Rolling Stones mer experimentella låtar och den var en ganska stor hit 1967 och har funnits med på samlingsskivor med gruppen, Story of the Stones (1982), Singles Collection: The London Years (1989) och More Hot Rocks (1972).

## Listplaceringar
| Lista (1967)   | Position               |
| -------------- | ---------------------- |
| Australien     | 6 (Go Set)             |
| Danmark        | 4 (DR "Top 20")        |
| Finland        | 31                     |
| Irland         | 14                     |
| Norge          | 9 (VG-lista)           |
| Spanien        | 6                      |
| Storbritannien | 8                      |
| Sverige        | 5 (Kvällstoppen)       |
| USA            | 50 (Billboard Hot 100) |
| Västtyskland   | 2                      |
| Österrike      | 5                      |